# Берјозовска острва
Берјозовска острва (острва бреза; рус. Берёзовые острова; швед. Björkö) архипелаг је од 16 острва у северном делу Финског залива Балтичког мора. Архипелаг административно припада Русији, односно Виборшком рејону Лењинградске области, и налази се насупрот града Приморска који лежи на јужној обали Карелијске превлаке. Острва су од копна одвојена уским мореузом Бјоркезунд (рус. Бьёркезунд; швед. Björkösund) ширине од 2 до 5 km. Острва су удаљена 137 km североисточно од Санкт Петербурга.
Укупна површина свих острва је 83,9185 km², а три највећа острва су Велики, Западни и Северни Берјозов. Дужина архипелага је око 31 km, док је максимална ширина до неких 9 km. Највиша тачка је брдо Приморскаја које се налази на Великом Берјозову и лежи на надморској висини од 43,3 метра. Укупна дужина обала свих острва је око 200 km.
Острва су данас ненасељена, а њихова територија проглашена је заштићеним рамсарским подручјем, те заштићеним орнитолошким подручјем на којем обитавају морске птице.